# Maria Losada i Gifra
Maria Losada Gifra (Barcelona, 29 de febrer de 1996) és una jugadora de rugbi catalana.
Membre de l'INEF-L'Hospitalet, juga en la posició de tercera línia. La temporada 2019-20 va fitxar pel Club de Rugby Majadahonda. Internacional amb la Selecció Espanyola de rugbi des de 2017, ha aconseguit guanyar tres Campionats d'Europa de rugbi femení.
És fundadora del projecte Mujeres en Sociedad, que promou la difusió de dones referents en el seu àmbit professional.

## Palmarès
Selecció espanyola
- 3 medalles d'or al Campionat d'Europa de rugbi femení: 2016, 2018, 2019